# 400 mètres haies masculin aux Jeux olympiques d'été de 2024
Pour des articles plus généraux, voir Athlétisme aux Jeux olympiques d'été de 2024 et 400 mètres haies aux Jeux olympiques.
Navigation
Tokyo 2020 Los Angeles 2028
L'épreuve du 400 mètres haies masculin aux Jeux olympiques de 2024 se déroule du 5 au 9 août 2024 au Stade de France, au nord de Paris, en France.

## Records
Avant cette compétition, les records dans cette discipline étaient les suivants : 
| Record du monde  | Karsten Warholm (NOR) | 45 s 94 | Tokyo | 3 août 2021 |
| Record olympique | Karsten Warholm (NOR) | 45 s 94 | Tokyo | 3 août 2021 |

## Programme
| Date            | Horaire | Manche       |
| --------------- | ------- | ------------ |
| Lundi 5 août    | 10 h 00 | Premier tour |
| Mardi 6 août    | 12 h 00 | Repêchages   |
| Mercredi 7 août | 18 h 30 | Demi-finale  |
| Vendredi 9 août | 19 h 00 | Finale       |

## Médaillés
| Or                 | Argent                | Bronze                  |
| Rai Benjamin (USA) | Karsten Warholm (NOR) | Alison dos Santos (BRA) |

## Résultats

### Premier tour
Les trois premiers de chaque série (Q) et les 3 meilleurs temps (q) se qualifient pour les démi-finales, les autres vont en repêchage (hors DNS, DNF, DQ). 
| Rang | Couloir | Athlète         | Pays                      | Temps   | Notes |
| ---- | ------- | --------------- | ------------------------- | ------- | ----- |
| 1    | 7       | Rai Benjamin    | États-Unis                | 48 s 82 | Q     |
| 2    | 6       | Jaheel Hyde     | Jamaïque                  | 49 s 08 | Q     |
| 3    | 2       | Kyron McMaster  | Îles Vierges britanniques | 49 s 24 | Q     |
| 4    | 4       | Carl Bengtström | Suède                     | 49 s 34 |       |
| 5    | 5       | Bassem Hemeida  | Qatar                     | 49 s 82 | SB    |
| 6    | 8       | Daiki Ogawa     | Japon                     | 50 s 21 |       |
| 7    | 3       | Matic Guček     | Slovénie                  | 50 s 30 |       |

| Rang | Couloir | Athlète           | Pays                   | Temps   | Notes  |
| ---- | ------- | ----------------- | ---------------------- | ------- | ------ |
| 1    | 5       | Karsten Warholm   | Norvège                | 47 s 57 | Q      |
| 2    | 9       | Clément Ducos     | France                 | 47 s 69 | PB - Q |
| 3    | 7       | Abderrahman Samba | Qatar                  | 48 s 35 | Q      |
| 4    | 8       | Yeral Nuñez       | République dominicaine | 48 s 67 |        |
| 5    | 4       | Trevor Bassitt    | États-Unis             | 49 s 38 |        |
| 6    | 2       | Vít Müller        | Tchéquie               | 49 s 44 |        |
| 7    | 6       | Oskar Edlund      | Suède                  | 49 s 74 |        |
| 8    | 3       | Xie Zhiyu         | Chine                  | 49 s 90 |        |

| Rang | Couloir | Athlète           | Pays       | Temps   | Notes |
| ---- | ------- | ----------------- | ---------- | ------- | ----- |
| 1    | 5       | Rasmus Mägi       | Estonie    | 48 s 62 | Q     |
| 2    | 6       | CJ Allen          | États-Unis | 48 s 64 | Q     |
| 3    | 2       | Alison dos Santos | Brésil     | 48 s 75 | Q     |
| 4    | 9       | Emil Agyekum      | Allemagne  | 49 s 38 |       |
| 5    | 3       | Victor Ntweng     | Botswana   | 49 s 59 |       |
| 6    | 8       | Julien Bonvin     | Suisse     | 49 s 82 |       |
| 7    | 7       | Kaito Tsutsue     | Japon      | 50 s 50 |       |
| 8    | 4       | Yasmani Copello   | Turquie    | 50 s 72 |       |

| Rang | Couloir | Athlète              | Pays       | Temps   | Notes |
| ---- | ------- | -------------------- | ---------- | ------- | ----- |
| 1    | 8       | Roshawn Clarke       | Jamaïque   | 48 s 17 | Q     |
| 2    | 3       | Ezekiel Nathaniel    | Nigeria    | 48 s 38 | Q     |
| 3    | 7       | Wilfried Happio      | France     | 48 s 42 | Q     |
| 4    | 4       | Alessandro Sibilio   | Italie     | 48 s 43 | q     |
| 5    | 5       | Wiseman Were Mukhobe | Kenya      | 48 s 58 | q     |
| 6    | 9       | Nick Smidt           | Pays-Bas   | 48 s 64 | q SB  |
| 7    | 6       | Gerald Drummond      | Costa Rica | 48 s 80 |       |
| 8    | 2       | Constantin Preis     | Allemagne  | 49 s 99 |       |

| Rang | Couloir | Athlète              | Pays            | Temps   | Notes |
| ---- | ------- | -------------------- | --------------- | ------- | ----- |
| 1    | 2       | Malik James-King     | Jamaïque        | 48 s 21 | Q     |
| 2    | 6       | Matheus Lima         | Brésil          | 48 s 90 | Q     |
| 3    | 9       | Alaster Chalmers     | Grande-Bretagne | 48 s 98 | Q     |
| 4    | 7       | Joshua Abuaku        | Allemagne       | 49 s 00 |       |
| 5    | 3       | Berke Akçam          | Turquie         | 49 s 48 |       |
| 6    | 4       | Ken Toyoda           | Japon           | 53 s 62 |       |
|      | 8       | Ismail Doudai Abakar | Qatar           | DNF     |       |
|      | 5       | Ming-Yang Peng       | Taipei chinois  | DNF     |       |

### Repêchage
Les 2 premiers de chaque série se qualifient pour les demi-finales (Q). 
| Rang | Couloir | Athlète         | Pays       | Temps   | Notes |
| ---- | ------- | --------------- | ---------- | ------- | ----- |
| 1    | 6       | Trevor Bassitt  | États-Unis | 48 s 64 | Q     |
| 2    | 4       | Emil Agyekum    | Allemagne  | 48 s 67 | Q     |
| 3    | 7       | Vít Müller      | Tchéquie   | 48 s 96 |       |
| 4    | 8       | Oskar Edlund    | Suède      | 48 s 99 |       |
| 5    | 3       | Daiki Ogawa     | Japon      | 49 s 25 |       |
| 6    | 2       | Bassem Hemeida  | Qatar      | 49 s 64 |       |
|      | 5       | Yasmani Copello | Turquie    | DNS     |       |

| Rang | Couloir | Athlète          | Pays       | Temps   | Notes |
| ---- | ------- | ---------------- | ---------- | ------- | ----- |
| 1    | 8       | Carl Bengtström  | Suède      | 48 s 63 | Q     |
| 2    | 4       | Gerald Drummond  | Costa Rica | 48 s 78 | Q     |
| 3    | 5       | Victor Ntweng    | Botswana   | 48 s 88 |       |
| 4    | 7       | Matic Guček      | Slovénie   | 49 s 06 |       |
| 5    | 6       | Constantin Preis | Allemagne  | 51 s 02 |       |
|      | 3       | Kaito Tsutsue    | Japon      | DNS     |       |

| Rang | Couloir | Athlète       | Pays                   | Temps   | Notes  |
| ---- | ------- | ------------- | ---------------------- | ------- | ------ |
| 1    | 5       | Berke Akçam   | Turquie                | 48 s 72 | Q      |
| 2    | 6       | Joshua Abuaku | Allemagne              | 48 s 87 | SB - Q |
| 3    | 3       | Julien Bonvin | Suisse                 | 49 s 08 |        |
| 4    | 8       | Xie Zhiyu     | Chine                  | 49 s 59 |        |
| 5    | 7       | Yeral Nuñez   | République dominicaine | 53 s 68 |        |
|      | 4       | Ken Toyoda    | Japon                  | DNS     |        |

### Demi-finales
Les 2 premiers de chaque série sont qualifiés directement (Q) pour la finale, ainsi que les deux meilleurs temps (q), hors places 1 et 2. 
| Rang | Couloir | Athlète           | Pays       | Temps   | Notes |
| ---- | ------- | ----------------- | ---------- | ------- | ----- |
| 1    | 7       | Karsten Warholm   | Norvège    | 47 s 67 | Q     |
| 2    | 6       | Clément Ducos     | France     | 47 s 85 | Q     |
| 3    | 9       | Alison dos Santos | Brésil     | 47 s 95 | q     |
| 4    | 2       | Trevor Bassitt    | États-Unis | 48 s 29 |       |
| 5    | 5       | Ezekiel Nathaniel | Nigeria    | 48 s 65 |       |
| 6    | 4       | Nick Smidt        | Pays-Bas   | 49 s 61 |       |
| 7    | 8       | Jaheel Hyde       | Jamaïque   | 50 s 03 |       |
| 8    | 3       | Joshua Abuaku     | Allemagne  | 50 s 19 |       |

| Rang | Couloir | Athlète            | Pays                      | Temps   | Notes |
| ---- | ------- | ------------------ | ------------------------- | ------- | ----- |
| 1    | 4       | Kyron McMaster     | Îles Vierges britanniques | 48 s 15 | Q     |
| 2    | 7       | Rasmus Mägi        | Estonie                   | 48 s 16 | Q     |
| 3    | 5       | Abderrahman Samba  | Qatar                     | 48 s 20 | q     |
| 4    | 8       | CJ Allen           | États-Unis                | 48 s 44 |       |
| 5    | 3       | Emil Agyekum       | Allemagne                 | 48 s 78 |       |
| 6    | 9       | Alessandro Sibilio | Italie                    | 48 s 79 |       |
| 7    | 6       | Malik James-King   | Jamaïque                  | 48 s 85 |       |
| 8    | 2       | Berke Akçam        | Turquie                   | 49 s 12 |       |

| Rang | Couloir | Athlète              | Pays            | Temps   | Notes |
| ---- | ------- | -------------------- | --------------- | ------- | ----- |
| 1    | 5       | Rai Benjamin         | États-Unis      | 47 s 85 | Q     |
| 2    | 8       | Roshawn Clarke       | Jamaïque        | 48 s 34 | Q     |
| 3    | 7       | Wilfried Happio      | France          | 48 s 66 |       |
| 4    | 6       | Matheus Lima         | Brésil          | 49 s 08 |       |
| 5    | 4       | Wiseman Were Mukhobe | Kenya           | 49 s 22 |       |
| 6    | 3       | Carl Bengtström      | Suède           | 49 s 56 |       |
| 7    | 2       | Gerald Drummond      | Costa Rica      | 49 s 68 |       |
| 8    | 9       | Alastair Chalmers    | Grande-Bretagne | 56 s 52 |       |

### Finale
| Rang                                | Couloir | Athlète           | Pays                      | Temps   | Notes |
| ----------------------------------- | ------- | ----------------- | ------------------------- | ------- | ----- |
| Médaille d'or, Jeux olympiques      | 8       | Rai Benjamin      | États-Unis                | 46 s 46 | =SB   |
| Médaille d'argent, Jeux olympiques  | 7       | Karsten Warholm   | Norvège                   | 47 s 06 |       |
| Médaille de bronze, Jeux olympiques | 3       | Alison dos Santos | Brésil                    | 47 s 26 |       |
| 4                                   | 5       | Clément Ducos     | France                    | 47 s 76 |       |
| 5                                   | 6       | Kyron McMaster    | Îles Vierges britanniques | 47 s 79 |       |
| 6                                   | 2       | Abderrahman Samba | Qatar                     | 47 s 98 |       |
| 7                                   | 4       | Rasmus Mägi       | Estonie                   | 52 s 53 |       |
| 8                                   | 9       | Roshawn Clarke    | Jamaïque                  | DNF     |       |

## Légende
Records et Performances
- AR : Record continental (area record)
- CR : Record des championnats (championship record)
- MR : Record du meeting (meet record)
- NR : Record national (national record)
- OR : Record olympique (olympic record)
- PR : Record paralympique (paralympic record)
- PB : Record personnel (personal best)
- SB : Meilleure performance personnelle de la saison (season's best)
- WL : Meilleure performance mondiale de l'année (world leader)
- WJR : Record du monde junior (world junior record)
- WR : Record du monde (world record)

Circonstances et Conditions
- DNF : N'a pas terminé (did not finish)
- DNS : N'a pas pris le départ (did not start)
- DQ : Disqualification (disqualification)
- NM : Aucun essai valable enregistré (No Mark)
- Q : Qualifié « directement » au prochain tour (ou à la prochaine compétition), lors d'une compétition majeure, grâce au classement ou à la réalisation des minima (automatic qualifier)
- q : Qualifié au prochain tour (ou à la prochaine compétition), lors d'une compétition majeure, grâce au repêchage ou à la réalisation de l'une des meilleures performances parmi celles des « non qualifiés directement » (grâce au meilleur temps ou à la meilleure distance par exemple) (secondary qualifier)